# Fimbristylis littoralis
Fimbristylis littoralis är en halvgräsart som beskrevs av Charles Gaudichaud-Beaupré. Fimbristylis littoralis ingår i släktet Fimbristylis och familjen halvgräs. IUCN kategoriserar arten globalt som livskraftig.

## Underarter
Arten delas in i följande underarter:
- F. l. koidzumiana
- F. l. littoralis
- F. l. macrostachya